# Rincão dos Mellos
Rincão dos Mellos é um distrito do município brasileiro de Giruá, no estado do Rio Grande do Sul. Foi criado em 1997, desmembrado do distrito-sede.